# Ana María Llona Málaga
Ana María Llona Málaga est une poétesse péruvienne contemporaine. Elle est née à Lima, au Pérou, en 1936. Elle a publié son premier recueil de poésie Animal tan Albo en 2009. Elle travaille actuellement sur un second.